# Naarda pocstamasi
Naarda pocstamasi is een vlinder uit de familie Spinneruilen (Erebidae). De wetenschappelijke naam van de soort is voor het eerst geldig gepubliceerd in 2014 door Balázs Tóth & Laslo Ronkay.

## Type
- holotype: "male, 23.ix.1963. leg. T. Pócs. genitalia slide no. RL10762m"
- instituut: HNHM, Boedapest, Hongarije
- typelocatie: "Vietnam, Prov. Lao Cai, Sa-pa, 1650 m"